# Utsunomiya Blitzen/Saison 2011
Dieser Artikel listet Erfolge und Mannschaft des Radsportteams Utsunomiya Blitzen in der Saison 2011 auf.

## Zugänge – Abgänge
| Zugänge           | Team 2010                            | Abgänge           | Team 2011 |
| ----------------- | ------------------------------------ | ----------------- | --------- |
| Atsuhito Wakasugi | Team Nippo                           | Takayuki Naganuma | Unbekannt |
| Daijiro Harigai   | Blitzen Utsunomiya Pro Racing (2009) | Shōta Saitō       | Unbekannt |
| Shō Hatsuyama     | Neoprofi                             |                   |           |
| Kazuma Yusa       | Neoprofi                             |                   |           |

## Mannschaft
| Name              | Geburtstag       | Nationalität |
| ----------------- | ---------------- | ------------ |
| Daijiro Harigai   | 1. Mai 1987      | Japan        |
| Shō Hatsuyama     | 17. August 1988  | Japan        |
| Yoshimasa Hirose  | 21. Oktober 1977 | Japan        |
| Akira Kakinuma    | 24. April 1972   | Japan        |
| Ukyō Katayama     | 29. Mai 1963     | Japan        |
| Hikaru Kosaka     | 21. Oktober 1988 | Japan        |
| Nariyuki Masuda   | 23. Oktober 1983 | Japan        |
| Makoto Nakamura   | 12. Januar 1983  | Japan        |
| Yoshimitsu Tsuji  | 11. August 1984  | Japan        |
| Atsuhito Wakasugi | 14. Oktober 1989 | Japan        |
| Kazuma Yusa       | 27. April 1986   | Japan        |

## Platzierungen in UCI-Ranglisten
UCI Asia Tour 2011
|      | Fahrer           | Punkte |
| ---- | ---------------- | ------ |
| 127. | Nariyuki Masuda  | 20     |
| 333. | Yoshimitsu Tsuji | 2      |